# Rechtenbach (Hüttenberg)
Rechtenbach ist der nach Einwohnerzahl größte Ortsteil der Gemeinde Hüttenberg im mittelhessischen Lahn-Dill-Kreis.

## Geographie
Der Ortsteil grenzt im Norden an die Stadt Wetzlar, im Osten an den Gießener Stadtteil Lützellinden, im Süden an den Langgönser Ortsteil Dornholzhausen, im Süd-Osten an den Hüttenberger Ortsteil Hochelheim und im Westen an den Hüttenberger Ortsteil Weidenhausen. Im Ort treffen sich die Landesstraßen 3054 und 3360 sowie die Kreisstraße 355.

## Geschichte

### Ortsgeschichte
Rechtenbach feiert 788 als Ersterwähnungsjahr.
Am 21. Juni 1809 fand bei Kleinrechtenbach ein spektakulärer Raubüberfall durch zehn Räuber statt, unter ihnen Ludwig Funk, Johann Justus Dietz und Conrad Anschuh.
Im Zuge der Gebietsreform in Hessen entstand durch den Zusammenschluss von Großrechtenbach und Kleinrechtenbach am 1. August 1968 die kurzlebige selbstständige Gemeinde Rechtenbach. Bereits am 31. Dezember 1971 verlor sie ihre Selbstständigkeit, da sie sich mit Vollnkirchen und Weidenhausen freiwillig zur neuen Gemeinde Schwingbach zusammenschloss. Diese bildete am 1. Januar 1977 kraft Landesgesetz mit drei weiteren Gemeinden die Großgemeinde Hüttenberg. Für den Ortsteil Rechtenbach wurde ein Ortsbezirk gebildet.

### Verwaltungsgeschichte im Überblick
Die folgende Liste zeigt die Staaten und Verwaltungseinheiten, denen Klein- und Großrechtenbach angehört(e): Klein-Rechtenbach gehörte nicht ins Amt Hüttenbach und hatte ein eigenes Zentgericht.
- 788: Fränkisches Reich, Lahngau, Rechtenbacher Mark (in pago Logenehe; in Reitenbacher marca)
- ab 14. Jahrhundert: Heiliges Römisches Reich, Amt Hüttenberg (Kondominium: Grafschaft Nassau und Landgrafschaft Hessen)
- ab 1567: Heiliges Römisches Reich, Amt Hüttenberg (Kondominium: Grafschaft Nassau und Landgrafschaft Hessen-Marburg)[11]
- 1604–1648: hessischer Anteil strittig zwischen Landgrafschaft Hessen-Darmstadt und Landgrafschaft Hessen-Kassel (Hessenkrieg)
- ab 1604: Heiliges Römisches Reich, Amt Hüttenberg (Kondominium: Grafschaft Nassau und Landgrafschaft Hessen-Darmstadt)
- ab 1703: Heiliges Römisches Reich, Grafschaft Nassau-Weilburg (durch Teilungsvertrag), Oberamt Atzbach, Amt Hütten- und Stoppelberg[12][13]
- ab 1806: Herzogtum Nassau,[Anm. 2] Amt Hüttenberg
- ab 1816: Königreich Preußen,[Anm. 3] Provinz Großherzogtum Niederrhein, Regierungsbezirk Koblenz, Kreis Wetzlar[Anm. 4]
- ab 1822: Königreich Preußen, Rheinprovinz, Regierungsbezirk Koblenz, Kreis Wetzlar[Anm. 5]
- ab 1871: Deutsches Reich, Königreich Preußen, Rheinprovinz, Regierungsbezirk Koblenz, Kreis Wetzlar
- ab 1918: Deutsches Reich, Freistaat Preußen, Rheinprovinz, Regierungsbezirk Koblenz, Kreis Wetzlar
- ab 1932: Deutsches Reich, Freistaat Preußen, Provinz Hessen-Nassau, Regierungsbezirk Wiesbaden, Kreis Wetzlar
- ab 1944: Deutsches Reich, Freistaat Preußen, Provinz Nassau, Kreis Wetzlar
- ab 1945: Amerikanische Besatzungszone,[Anm. 6] Groß-Hessen, Regierungsbezirk Wiesbaden, Kreis Wetzlar
- ab 1946: Amerikanische Besatzungszone, Hessen, Regierungsbezirk Wiesbaden, Kreis Wetzlar
- ab 1949: Bundesrepublik Deutschland, Hessen, Regierungsbezirk Wiesbaden, Kreis Wetzlar
- ab 1968: Bundesrepublik Deutschland, Hessen, Regierungsbezirk Darmstadt, Kreis Wetzlar, Gemeinde Rechtenbach
- ab 1972: Bundesrepublik Deutschland, Hessen, Regierungsbezirk Darmstadt, Kreis Wetzlar, Gemeinde Schwingbach
- ab 1977: Bundesrepublik Deutschland, Hessen, Regierungsbezirk Darmstadt, Lahn-Dill-Kreis, Gemeinde Hüttenberg
- ab 1981: Bundesrepublik Deutschland, Hessen, Regierungsbezirk Gießen, Lahn-Dill-Kreis, Gemeinde Hüttenberg

### Einwohnerentwicklung
Kleinrechtenbach
- 1834: 245 evangelische Einwohner
- 1961: 412 evangelische und 58 katholische Einwohner

| Kleinrechtenbach: Einwohnerzahlen von 1834 bis 1967 | Kleinrechtenbach: Einwohnerzahlen von 1834 bis 1967 | Kleinrechtenbach: Einwohnerzahlen von 1834 bis 1967 | Kleinrechtenbach: Einwohnerzahlen von 1834 bis 1967 | Kleinrechtenbach: Einwohnerzahlen von 1834 bis 1967 |
| --- | --------------------------------------------------- | --------------------------------------------------- | --------------------------------------------------- | --------------------------------------------------- |
| Jahr |                                                     |                                                     |                                                     | Einwohner                                           |
| 1834 | 1834                                                |                                                     | 245                                                 | 245                                                 |
| 1840 | 1840                                                |                                                     | 262                                                 | 262                                                 |
| 1846 | 1846                                                |                                                     | 269                                                 | 269                                                 |
| 1852 | 1852                                                |                                                     | 258                                                 | 258                                                 |
| 1858 | 1858                                                |                                                     | 288                                                 | 288                                                 |
| 1864 | 1864                                                |                                                     | 276                                                 | 276                                                 |
| 1871 | 1871                                                |                                                     | 265                                                 | 265                                                 |
| 1875 | 1875                                                |                                                     | 256                                                 | 256                                                 |
| 1885 | 1885                                                |                                                     | 255                                                 | 255                                                 |
| 1895 | 1895                                                |                                                     | 245                                                 | 245                                                 |
| 1905 | 1905                                                |                                                     | 283                                                 | 283                                                 |
| 1910 | 1910                                                |                                                     | 295                                                 | 295                                                 |
| 1925 | 1925                                                |                                                     | 317                                                 | 317                                                 |
| 1939 | 1939                                                |                                                     | 374                                                 | 374                                                 |
| 1946 | 1946                                                |                                                     | 582                                                 | 582                                                 |
| 1950 | 1950                                                |                                                     | 546                                                 | 546                                                 |
| 1956 | 1956                                                |                                                     | 518                                                 | 518                                                 |
| 1961 | 1961                                                |                                                     | 476                                                 | 476                                                 |
| 1967 | 1967                                                |                                                     | 553                                                 | 553                                                 |
| Datenquelle: Historisches Gemeindeverzeichnis für Hessen: Die Bevölkerung der Gemeinden 1834 bis 1967. Wiesbaden: Hessisches Statistisches Landesamt, 1968. Weitere Quellen: |                                                     |                                                     |                                                     |                                                     |

Großrechtenbach
- 1834: 460 evangelische Einwohner
- 1961: 844 evangelisch und 157 katholische Einwohner

| Großrechtenbach: Einwohnerzahlen von 1834 bis 1967 | Großrechtenbach: Einwohnerzahlen von 1834 bis 1967 | Großrechtenbach: Einwohnerzahlen von 1834 bis 1967 | Großrechtenbach: Einwohnerzahlen von 1834 bis 1967 | Großrechtenbach: Einwohnerzahlen von 1834 bis 1967 |
| --- | -------------------------------------------------- | -------------------------------------------------- | -------------------------------------------------- | -------------------------------------------------- |
| Jahr |                                                    |                                                    |                                                    | Einwohner                                          |
| 1834 | 1834                                               |                                                    | 460                                                | 460                                                |
| 1840 | 1840                                               |                                                    | 469                                                | 469                                                |
| 1846 | 1846                                               |                                                    | 474                                                | 474                                                |
| 1852 | 1852                                               |                                                    | 518                                                | 518                                                |
| 1858 | 1858                                               |                                                    | 523                                                | 523                                                |
| 1864 | 1864                                               |                                                    | 572                                                | 572                                                |
| 1871 | 1871                                               |                                                    | 579                                                | 579                                                |
| 1875 | 1875                                               |                                                    | 558                                                | 558                                                |
| 1885 | 1885                                               |                                                    | 560                                                | 560                                                |
| 1895 | 1895                                               |                                                    | 564                                                | 564                                                |
| 1905 | 1905                                               |                                                    | 575                                                | 575                                                |
| 1910 | 1910                                               |                                                    | 594                                                | 594                                                |
| 1925 | 1925                                               |                                                    | 616                                                | 616                                                |
| 1939 | 1939                                               |                                                    | 681                                                | 681                                                |
| 1946 | 1946                                               |                                                    | 988                                                | 988                                                |
| 1950 | 1950                                               |                                                    | 979                                                | 979                                                |
| 1956 | 1956                                               |                                                    | 966                                                | 966                                                |
| 1961 | 1961                                               |                                                    | 1.007                                              | 1.007                                              |
| 1967 | 1967                                               |                                                    | 1.229                                              | 1.229                                              |
| Datenquelle: Historisches Gemeindeverzeichnis für Hessen: Die Bevölkerung der Gemeinden 1834 bis 1967. Wiesbaden: Hessisches Statistisches Landesamt, 1968. Weitere Quellen: |                                                    |                                                    |                                                    |                                                    |

Rechtenbach
| Rechtenbach: Einwohnerzahlen von 1970 bis 2022    | Rechtenbach: Einwohnerzahlen von 1970 bis 2022 | Rechtenbach: Einwohnerzahlen von 1970 bis 2022 | Rechtenbach: Einwohnerzahlen von 1970 bis 2022 | Rechtenbach: Einwohnerzahlen von 1970 bis 2022 |
| ------------------------------------------------- | ---------------------------------------------- | ---------------------------------------------- | ---------------------------------------------- | ---------------------------------------------- |
| Jahr                                              |                                                |                                                |                                                | Einwohner                                      |
| 1970                                              | 1970                                           |                                                | 1.906                                          | 1.906                                          |
| 1980                                              | 1980                                           |                                                | ?                                              | ?                                              |
| 1990                                              | 1990                                           |                                                | ?                                              | ?                                              |
| 2000                                              | 2000                                           |                                                | ?                                              | ?                                              |
| 2011                                              | 2011                                           |                                                | 3.783                                          | 3.783                                          |
| 2015                                              | 2015                                           |                                                | 3.934                                          | 3.934                                          |
| 2017                                              | 2017                                           |                                                | 4.067                                          | 4.067                                          |
| 2022                                              | 2022                                           |                                                | 4.089                                          | 4.089                                          |
| Quellen: LAGIS:; Gemeinde Hüttenberg; Zensus 2011 |                                                |                                                |                                                |                                                |

Einwohnerstruktur Rechenbachs 2011
Nach den Erhebungen des Zensus 2011 lebten am Stichtag dem 9. Mai 2011 in Rechtenbach 3783 Einwohner. Darunter waren 192 (5,1 %) Ausländer. Nach dem Lebensalter waren 795 Einwohner unter 18 Jahren, 1674 zwischen 18 und 49, 696 zwischen 50 und 64 und 618 Einwohner waren älter. Die Einwohner lebten in 1557 Haushalten. Davon waren 417 Singlehaushalte, 447 Paare ohne Kinder und 501 Paare mit Kindern, sowie 150 Alleinerziehende und 45 Wohngemeinschaften. In 285 Haushalten lebten ausschließlich Senioren und in 1107 Haushaltungen lebten keine Senioren.

## Politik
Für Rechtenbach besteht ein Ortsbezirk (Gebiete der ehemaligen Gemeinde Rechtenbach) mit Ortsbeirat und Ortsvorsteher nach der Hessischen Gemeindeordnung.
Der Ortsbeirat besteht aus fünf Mitgliedern. Bei den Kommunalwahlen in Hessen 2021 betrug die Wahlbeteiligung zum Ortsbeirat 52,81 %. Dabei wurden gewählt: je ein Mitglied der „Freien Ökologischen Bürgerliste Hüttenberg“ (FÖBH), dem Bündnis 90/Die Grünen, der CDU, der „Freien Wählergemeinschaft“ (FWG) und der SPD. Der Ortsbeirat wählte Jonathan Lang (FWG) zur Ortsvorsteherin.

## Sehenswürdigkeiten
- Gottfrieds Haus, ein Heimatmuseum[2]
- die Evangelische Kirche in Großrechtenbach von 1638[2] und die Evangelische Kirche in Kleinrechtenbach von 1664
- Hof Rechtenbach, Diakonie-Kinderheim und eines der ältesten Häuser[2]

## Infrastruktur

### Öffentliche Einrichtungen
Im Ort gibt es einen Kindergarten, eine Kindertagesstätte, eine Grundschule und die nach dem Schwingbach benannte kooperative Gesamtschule.

### Verkehr

#### Öffentlicher Personennahverkehr
Der Ort ist das Drehkreuz des Busverkehrs in der Gemeinde. Von der Bushaltestelle „Hochelheimer Straße“ fahren unter der Woche stündlich Busse in die umliegenden Städte Wetzlar und Gießen und in den Hüttenberger Ortsteil Reiskirchen und samstags von 9:13/9:14 Uhr bis 17:13/17:14 Uhr alle zwei Stunden. Zusätzlich wird die Haltestelle von einigen Schulbussen unter der Woche bedient.

#### Straßen
Rechtenbach ist über die Landesstraße 3054 an die Bundesautobahn 45 (in Richtung Osten) sowie (in Richtung Westen) an den Ortsteil Weidenhausen angebunden und durch die Landesstraße 3360 besteht Anschluss an die Stadt Wetzlar (in Richtung Norden) (zusätzlich noch an den Wetzlarer Stadtteil Münchholzhausen über die Kreisstraße 355) und an den Ortsteil Hochelheim (in Richtung Süd-Osten). Einst führte durch Rechtenbach die Bundesstraße 277, welche aber ab dem Jahre 1995 zur Landesstraße herabgestuft wurde. Heute ist die alte B 277 die Landesstraße 3133 in Richtung Butzbach (Niederkleen und Dornholzhausen) und die L 3360.